# 에든버러 국제 페스티벌

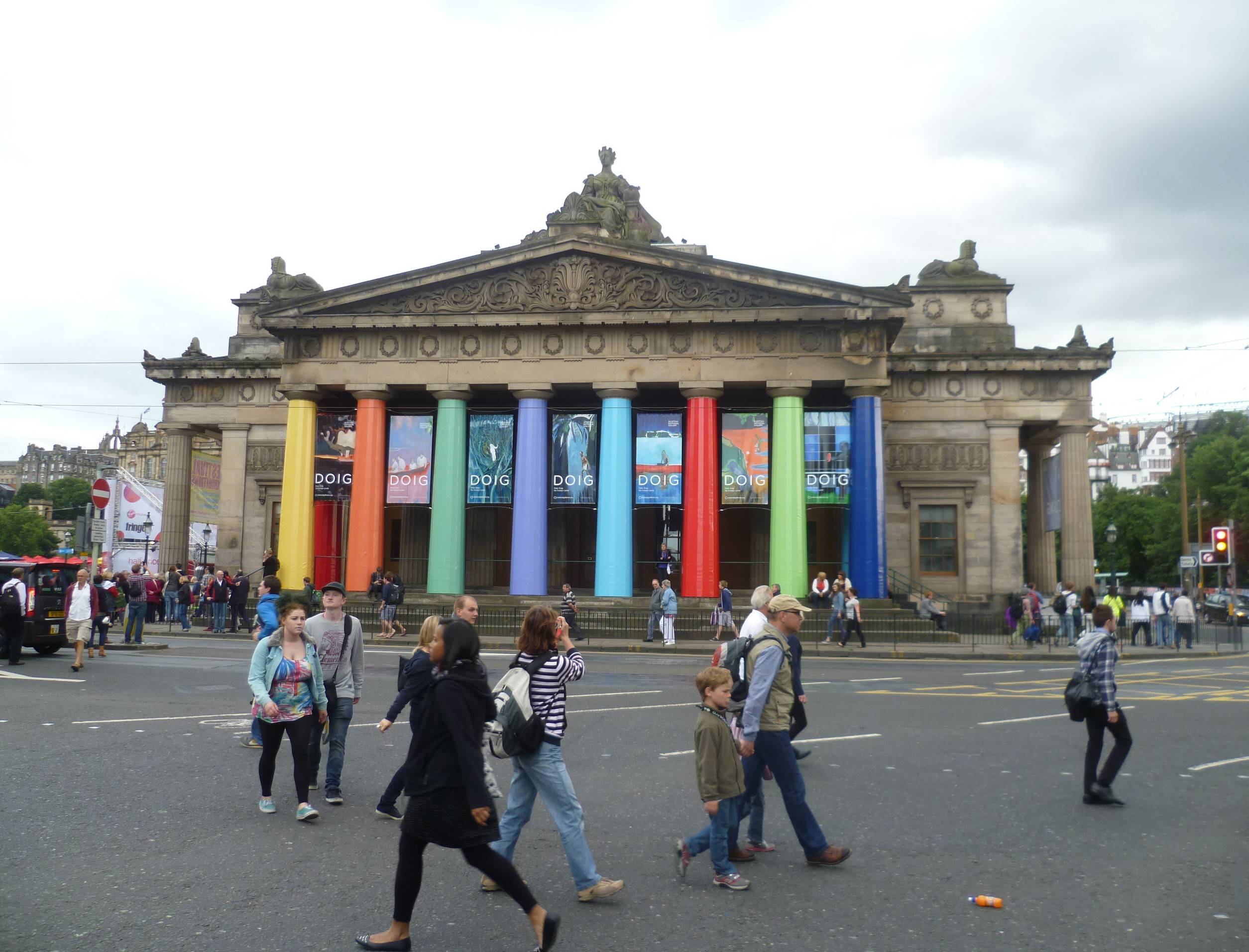
2013년 8월

에든버러 국제 페스티벌(Edinburgh International Festival)은 스코틀랜드의 에든버러에서 열리는 공연 예술의 축제이며, 8월부터 9월까지 3주간에 걸쳐 개최된다. 주최자에 의해 초대된 오페라 , 연극, 음악 (특히 클래식 음악), 댄스 등의 분야의 세계적인 예술가들이 공연을 한다. 기간 동안 에든버러 성 내에서 밀리터리 타투가 밤에 개최되며, 거리 곳곳에서 거리 공연이 펼쳐진다.

## 같이 보기
- 에든버러 축제